# 小行星8931
小行星8931（英語：8931 Hirokimatsuo）是一颗围绕太阳公转的小行星。1997年1月6日，小林隆男在大泉天文台发现了此天体。
这颗小行星的绝对星等为329.4406921626493等。